# Универзитет југоисточне Европе
Универзитет југоисточне Европе (алб. Universiteti i Evropës Juglindore; мкд. Универзитет на Југоисточна Европа) је међународно призната јавно-приватна непрофитна институција високог образовања основана 2001. године. Настао је на иницијативу бившег министра спољних послова Холандије и високог комесара ОЕБС-а за националне мањине Макса ван дер Стола. Седиште се налази у Тетову, са кампусом и у Скопљу.
Од свог оснивања, успео је да искомбинује најбоље европске и америчке стандарде, а наставио је да користи небројене академске сарадње које су, између осталих донатора, спонзорисали Европска комисија и Агенција САД за међународни развој.
Придружени је члан Европске асоцијације универзитета и Мреже универзитета Балкана.